# 吕州
吕州，中国古代的州。
隋朝开皇十八年（598年）改汾州置，治所在霍邑县（今山西省霍州市）。辖境相当今山西省霍州、汾西等市县地。大业初年省。唐朝武德元年（618年）复以霍山郡改置为吕州，下辖霍邑县、赵城县、汾西县、灵石县。貞觀十七年（643年）省。
吕州刺史
- 冯怦（641年—642年）